# Magnus Ullman (advokat)
Magnus Per Fredrik Ullman, född 12 november 1946 i Bromma församling i Stockholm, är en svensk advokat, författare och entreprenör.
Magnus Ullman har, vid sidan om arbetet som advokat, gett ut ett antal böcker som mestadels har ett historiskt tema.
År 2007 grundade han Barnsjukhuset Martina tillsammans med dottern Martina Ullman (född 1980) samt Erland Löfberg, Björn Johansson och hans söner Michael Johansson och Magnus Johansson.